# مسار الشمس

الفروق الموسمية في ميل الشمس، كما نراها من مدينة نيويورك الواقعة في منتصف شمال الأرض

قوس النهار على البيان القطبي لأي موقع عند العرض الجغرافي لمدينة روتردام

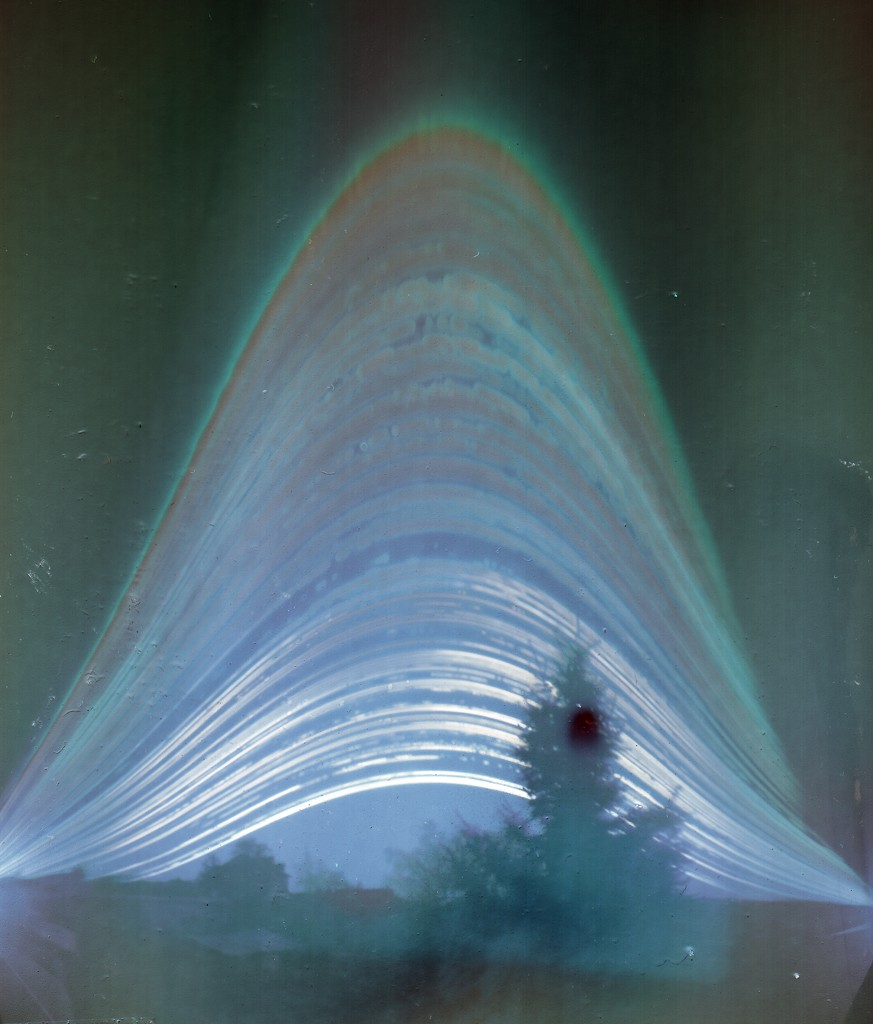
يظهر هذا تصوير مسار الشمس الذي عُرض على مدار العام، مسارات حركة الشمس النهارية، كما شوهد من بودابست في عام 2014.

يشير مسار الشمس، الذي يطلق عليها أيضا اسم قوس النهار التي يعود إلى عصر الحضارة الإسلامية، إلى المسار اليومي (من شروق الشمس إلى غروبها) الموسمي يشبه القوس الذي يبدو أن الشمس تتبعه عبر السماء أثناء دوران الأرض حول الشمس. يؤثر مسار الشمس على طول النهار الذي نختبره وكمية ضوء النهار التي نتلقاها على طول عرض جغرافي معين خلال فصل معين.
يعد الموقع النسبي للشمس عاملًا رئيسًا في الاكتساب الحراري للمباني وفي أداء أنظمة الطاقة الشمسية. إن المعرفة المضبوطة بموقع مسار الشمس والظروف المناخية أمر ضروري لاتخاذ القرارات الاقتصادية بشأن مساحة المُجمِّع الشمسي، والتوجيه، وتنسيق المواقع، والتظليل الصيفي، والاستخدام الفعال من حيث التكلفة للمتتبعات الشمسية.